# Newcomb (New Mexico)
Newcomb (Navajo: Bis Deezʼáhí) ist ein Dorf im Nordwesten des US-Bundesstaates New Mexico im San Juan County in der Navajo-Nation-Reservation. Es hat 387 Einwohner und eine Fläche von 15,4 km².